# 上海市工商业联合会
上海市工商业联合会，简称上海市工商联，同时称上海市总商会，是中国共产党领导的、上海市工商界组成的统战性、经济性、民间性的人民团体和商会组织。

## 歷史
前身是上海总商会。1923年6月，上海总商会宣布脱离曹锟治下的北京政府。上海总商会在1930年改组为上海市商会。1951年，上海市商会改为上海市工商业联合会。